# Panyiaran
Panyiaran is een bestuurslaag in het regentschap Tasikmalaya van de provincie West-Java, Indonesië. Panyiaran telt 4293 inwoners (volkstelling 2010).